# Escut de Catí
L'escut de Catí és el símbol representatiu oficial de Catí, municipi del País Valencià, a la comarca de l'Alt Maestrat. Té el següent blasonament:
| « | Escut quadrilong de punta redona. Truncat. Al primer quarter, en camp d'or, quatre pals de gules. Al segon quarter, en camp de sinople, un ca passant de sable. Al timbre, corona reial oberta. | » |

## Història i evolució
L'escut es rehabilità per Resolució de 19 de febrer de 2002 del conseller de Justícia i Administracions Públiques, publicada en el DOGV núm. 4.209, de 13 de març de 2002. L'Ajuntament però, utilitza un escut amb el gos plantat i incorpora per sota el lema «Molt lleial vila de Catí».
Es tracta de l'escut tradicional de la vila, amb el ca com a senyal parlant al·lusiu a la primera síl·laba del topònim. Els quatre pals són senyal de l'antiga pertinença al patrimoni reial, primerament com a aldea de Morella i des del 9 de febrer de 1694 com a vila reial independent. Segons Joaquím Carbó hi hauria alguna relació entre aquest gos i el lema de «Muy leal villa» que exhibeix l'escut des dels anys 1960, però sembla poc probable, degut a l'antiguitat (1352) de l'escut més vell de què es té constància.
Segons Joan Puig Puig en la seua «Historia breve y documentada de la Real Villa de Catí», hi ha constància d'un escut en un document de 1352, avui desaparegut. Descriu aquest escut com a partit horitzontalment en dos parts iguals, amb un gos dret a la part superior, i en la part inferior l'escut general del regne d'Aragó, Catalunya i València, però reduït a tres barres rojes i dos de color groc.
A la Capella de la Comunió de l'Església de l'Assumpció, es troba l'escut més antic de Catí que es conserva avui en dia. Es tracta d'un escut de pedra. Està situat en una de les mènsules de l'arca que hi ha en l'accés, antiga capella del mercader Joan Spígol, construïda l'any 1448. Es tracta un cairó amb les quatre barres i ressaltat sobre el tot un ca. No conserva cap coloració.
De voltants 1750 és l'escut que es troba al camerino de la Mare de Déu de l'Avellà. L'església es va reformar en 1735 i poc després s'encarregà de la decoració Pasqual Mespletera. Es tracta d'un escut quadrilong apuntat, dividit horitzontalment (truncat), amb les quatre barres en el primer camp. Al segon, d'atzur, un gos al natural contornat o que mira cap al flanc sinistre al natural i terrassat de sinople.

Primitiu escut de Catí (església parroquial, 1448).
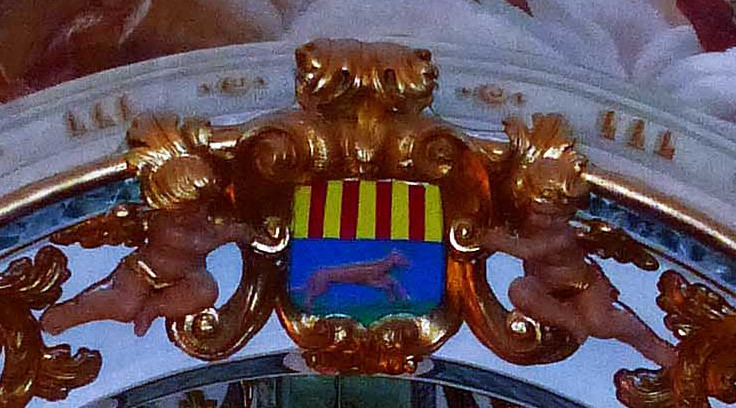
Escut de voltants 1750 a l'Ermita de la Mare de Déu de l'Avellà.

En 1786 Bernardo Espinalt García, en la seua obra «Atlante español o Descripcion general de todo el Reino de España» fa la següent descripció:
| « | (castellà) Su escudo de armas es partido: en la parte superior están las cuatro Sangrientas Barras de Aragón en campo de oro, y en el inferior un Perrillo, del modo que está demostrado en la estampa segunda número quince del Tomo VIII. | (català) El seu escut d'armes és partit: a la part superior estan les quatre Sagnants Barres d'Aragó en camper d'or, i a la inferior un canet, a la manera que s'hi demostra a l'estampa segona nombre quinze del tom VIII. | » |

En 1860, Francesc Piferrer Montells, en «Trofeo heroico», hi apareix una descripció semblant:
| « | (castellà) Escudo cortado; en la parte superior están las cuatro sangrientas barras de Aragon en campo de oro, y en la inferior un perrito. | (català) Escut truncat; a la part superior estan les quatre sagnants barres d'Aragó en camper d'or, i a la inferior un canet. | » |

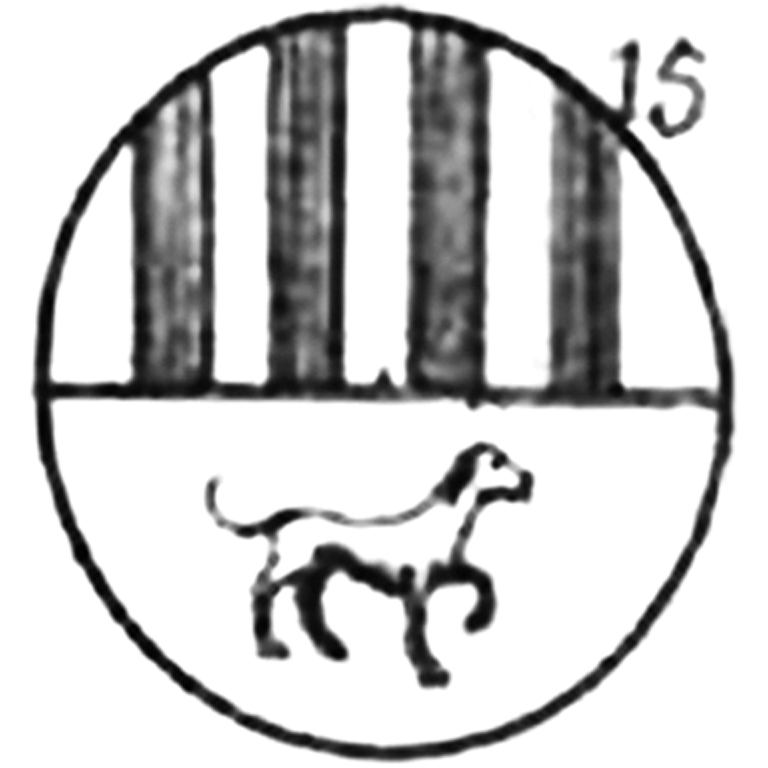
Segons Espinalt (1784).
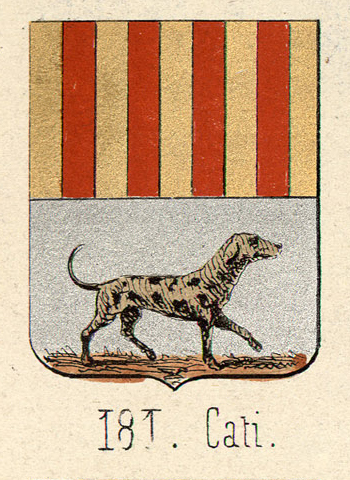
Segons Piferrer (1860).

Bernardo Mundina Milallave, en 1873, en la seua «Historia, Geografía y Estadística de la Provincia de Castellón» publica:
| « | (castellà) Su escudo está dividido por una línea horizontal que pasa por su centro; en la parte superior tiene las barras de Aragon, y en la mitad inferior tiene un perro como símbolo de fidelidad. | (català) El seu escut està dividit per una línia horitzontal que passa pel seu centre; a la part superior té les barres d'Aragó, i a la meitat inferior té un ca com a símbol de fidelitat. | » |

A l'Arxiu Històric Nacional es conserven les empremtes de dos segells en tinta de Catí, de 1877. Els segells són de l'Ajuntament i de l'Alcaldia, on hi apareixen les armories de la població.

Segell de l'Alcaldia (AHN, 1877).
Segell de l'Ajuntament (AHN, 1877).

Del segle XX trobem un escut amb llambrequins i corona amb un ratpenat en un quadre pintat a l'Ajuntament (1905), el mateix escut el trobem brodat a la bandera de la banda de música i pintat a la cúpula de l'escala de l'antiga casa dels Montserrat, avui casa de Pubill. En tots aquests escut el gos apareix del seu color, en camper d'argent, passant i contornat. Trobem el mateix escut però en blanc i negre i sense cap timbre ni ornament en «Geografía General del Reino de Valencia» de Sarthou (1913) i en l'«Enciclopedia Espasa-Calpe». A l'Ermita de Santa Anna hi ha un vitrall amb una finestra redona que té una reproducció de l'escut caironat de 1448 però amb corona.
L'Ajuntament utilitzà des dels anys 1960 i fins l'aprovació de l'escut actual un escut dissenyat per Vicente Izquierdo González. N'era quadrilong i apuntat i, a diferència dels anteriors, el gos tornava a mirar cap l'esquerra (destra heràldica) però deixava de ser passant, o caminant, i passava a estar dret o plantat. Portava una corona amb cinc florons però sense les perles intercalades i incorporava per primera volta el lema «Muy leal villa de Catí».

## Imatges

Primer escut de la vila, 1448. Els colors s'han afegit.
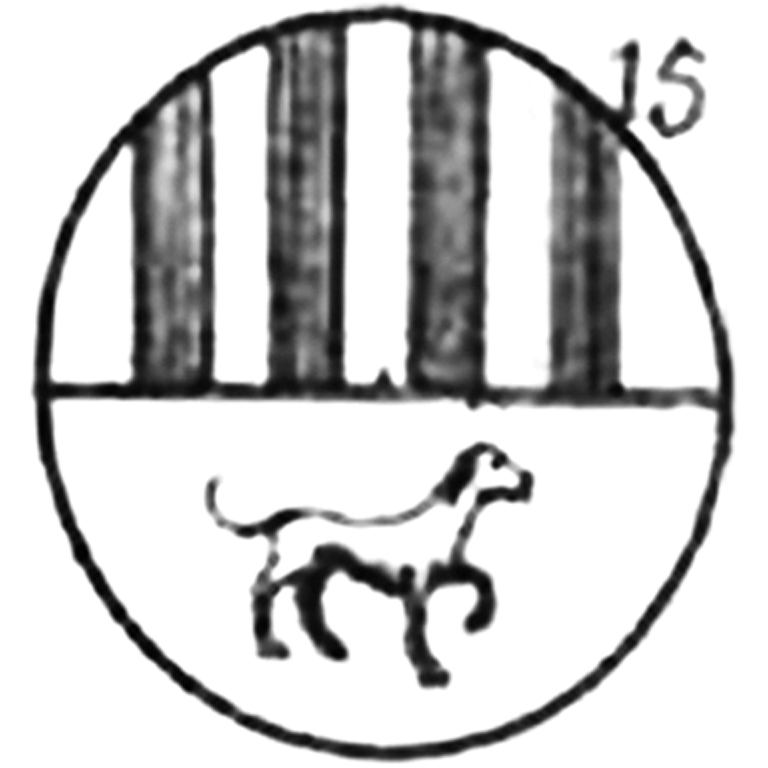
Segons Espinalt, Atlante español, 1784.
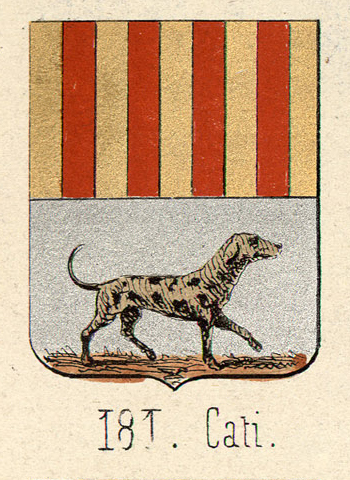
Segons Piferrer, Trofeo heroico, 1860.
Escut a l'ermita de Santa Anna.
Escut dissenyat per Vicente Izquierdo, 1960.
Escut oficial (2002), sense el lema.